# Hymn Bahrajnu
Bahrainona (Nasz Bahrajn) – hymn państwowy Bahrajnu. Został przyjęty w roku 1971. Słowa napisał Mohammed Sudqi Ayyash.
W 2002 roku oryginalny tekst zostały zmieniony w związku reinstalacją królestwa w Bahrajnie, kiedy to tytuł władcy zmienił się z emira na króla.

## Oryginalne słowa
بحرينُنـا ، مَليكُنـا ، رمـزٌ الوئـام
دستـورٌهـا عـالـي المكـانةِ والمقـامْ
ميثـاقُهـا نهـجُ الشريعةِ والعروبةِ والقيمْ
عاشتْ مملكَة البحريـن
بلـدُ الكِـرامْ ، مهد السـلامْ
دستورُها عـالـي المكانـةِ والمقـامْ
ميثـاقُهـا نهـجُ الشريعـةِ والعروبـةِ والقيـمْ
عـاشـتْ مملكـَةُ البحريـن

## Transkrypcja oryginalnych słów
Baḥrainunā
Malīkunā
Ramz al-wi’ām
Dustūruhā ‘alī al-makanah wal-maqām
Mīthāquhā nahj ash-shari’ah wal-‘urūbah wal-qiyam
Ashat mamlakah al-Baḥrain
Balad al-kirām
Mahd as-salām
Dustūruhā ‘alī al-makanah wal-maqām
Mīthāquhā nahj ash-shari’ah wal-‘urūbah wal-qiyam
Ashat mamlakah al-Baḥrain

## Polskie tłumaczenie
Nasz Bahrajn,
Nasz król
Jest symbolem harmonii.
Jego konstytucja jest najlepszą z możliwych,
Jego statut reprezentuje szariat, arabizm
I jego wartości.
Niech żyje królestwo Bahrajnu!
To kraj jest szlachecki
I kolebka pokoju.
Jego konstytucja jest najlepszą z możliwych,
Jego statut reprezentuje szariat, arabizm
I jego wartości.
Niech żyje królestwo Bahrajnu!